# أندي غارسيا
آندي غارسيا (بالإنجليزية: Andy Garcia)‏ ممثل أمريكي من مواليد 12 أبريل 1956.

## حياته
أندريس غارسيا ارتورو مينينديز (ولد 12 أبريل 1956)، المعروف مهنيا باسم أندي غارسيا، ممثل كوبي الأصل. أصبح معروفا في أواخر 1980م و 1990م، بعد أن ظهر في عدة أفلام ناجحة في هوليوود ، بما في ذلك الجزء الثالث من العراب ، و The Untouchables ، و Internal Affairs، وWhen a Man Loves a Woman.
ترشح لجائزة الاوسكار كأفضل ممثل مساعد عن دور (فنسنت مانسيني)في الجزء الثالث من العراب
مثل في أحد المسلسلات التركية المشهورة باسم (وادي الذئاب)،
كذا شارك في فيلم دراما رومانسي باسم (كلمات على جدران الحمام) عام 2020.

## أعماله
- 2021 : يوم الفداء

## روابط خارجية
- أندي غارسيا على موقع IMDb (الإنجليزية)
- أندي غارسيا على موقع روتن توميتوز (الإنجليزية)
- أندي غارسيا على موقع مونزينجر (الألمانية)
- أندي غارسيا على موقع ألو سيني (الفرنسية)
- أندي غارسيا على موقع ميوزك برينز (الإنجليزية)
- أندي غارسيا على موقع تيرنر كلاسيك موفيز (الإنجليزية)
- أندي غارسيا على موقع أول موفي (الإنجليزية)
- أندي غارسيا على موقع قاعدة بيانات الأفلام السويدية (السويدية)
- أندي غارسيا على موقع إن إن دي بي (الإنجليزية)
- أندي غارسيا على موقع أول ميوزيك (الإنجليزية)
- أندي غارسيا على موقع أول ميوزيك (الإنجليزية)